# Beveridge Island, Victoria
Beveridge Island är en ö i Australien. Den ligger i delstaten Victoria, omkring 310 kilometer nordväst om delstatshuvudstaden Melbourne.
Trakten runt Beveridge Island består till största delen av jordbruksmark. Trakten runt Beveridge Island är nära nog obefolkad, med mindre än två invånare per kvadratkilometer. Genomsnittlig årsnederbörd är 353 millimeter. Den regnigaste månaden är februari, med i genomsnitt 56 mm nederbörd, och den torraste är november, med 8 mm nederbörd.